# Pożegnanie Falkenberg
Pożegnanie Falkenberg (szw. Farväl Falkenberg) – szwedzki dramat z 2006 roku w reżyserii Jespera Ganslandta. Film otrzymał cztery nominacje do nagrody Guldbagge oraz został zgłoszony jako kandydat do Oscara w kategorii najlepszy film nieanglojęzyczny.

## Obsada
- John Axel Eriksson jako John
- Holger Eriksson jako Holger
- David Johnson jako David
- Jesper Ganslandt jako Jesper
- Jörgen Svensson jako Jörgen
- Rolf Sundberg jako ojciec Jespera
- Ulla Jerndin jako matka Holgera i Johna
- Per-Ola Eriksson jako ojciec Holgera i Johna
- Helena Svensson jako matka Jörgena

## Fabuła
Stojąca u progu dorosłości piątka przyjaciół z Falkenbergu spędza razem ostatnie wspólne wakacje. Wiedzą, że każde z nich prędzej, czy później przeniesie się do Göteborga i rozpocznie nowe życie, gdyż w Falkenbergu nie mają żadnych perspektyw. Pomimo to każde z nich stara się odwlec tę chwilę. Holgera ogarnia strach na myśl o wyjeździe z rodzinnej miejscowości, jego brat John jest z kolei zrzędliwy i leniwy; Jesper, jako jedyny z piątki przyjaciół próbował mieszkać poza Falkenbergiem, jednak postanowił wrócić; Jörgen jest w trakcie rozkręcania firmy cateringowej, lecz bez większych perspektyw, a David jest wrażliwym samotnikiem i najlepszym przyjacielem Holgera. To także zapiski z jego pamiętnika stanowią narracje całej historii.
Pewnego dnia David wysyła swój pamiętnik Hoglerowi, a sam zabiera strzelbę i udaje się do lasu, gdzie popełnia samobójstwo. Początkowo Holger jest tym wstrząśnięty, ale tak jak przewidział w swoim pamiętniku David „życie toczy się dalej” i pozostali przyjaciele szybko wracają do dawnych nawyków, zabijania czasu i życia bez perspektyw.

## Nominacje
- Guldbagge Awards:[3]
  - 2007: Najlepszy film
  - 2007: Najlepszy reżyser (Jesper Ganslandt)
  - 2007: Najlepszy scenariusz (Jesper Ganslandt)
  - 2007: Najlepszy aktor drugoplanowy (David Johnson)

- Międzynarodowy Festiwal Filmowy w Bratysławie:[3]
  - 2006: Grand Prix (Jesper Ganslandt)